# Lissotesta oblata
Lissotesta oblata är en snäckart som beskrevs av Powell 1940. Lissotesta oblata ingår i släktet Lissotesta och familjen Skeneidae. Inga underarter finns listade i Catalogue of Life.